# Pierwszy rząd Poula Schlütera
Pierwszy rząd Poula Schlütera – duński rząd istniejący od 10 września 1982 do 10 września 1987.
| Funkcja                              | Imię i nazwisko                                                                          | Partia                                                   |
| ------------------------------------ | ---------------------------------------------------------------------------------------- | -------------------------------------------------------- |
| Premier                              | Poul Schlüter                                                                            | Konserwatywna Partia Ludowa                              |
| Wicepremier                          | Henning Christophersen (do 23 lipca 1984) Uffe Ellemann-Jensen                           | Venstre                                                  |
| Minister Spraw Zagranicznych         | Uffe Ellemann-Jensen                                                                     | Venstre                                                  |
| Minister Sprawiedliwości             | Erik Ninn-Hansen                                                                         | Konserwatywna Partia Ludowa                              |
| Minister Pracy                       | Grethe Fenger Møller (do 12 marca 1986) Henning Dyremose                                 | Konserwatywna Partia Ludowa                              |
| Minister Finansów                    | Henning Christophersen (do 23 lipca 1984) Palle Simonsen                                 | Venstre Konserwatywna Partia Ludowa                      |
| Minister Obrony                      | Hans Engell                                                                              | Konserwatywna Partia Ludowa                              |
| Minister ds. Stosunków z Kościołem   | Elsebeth Kock-Petersen (do 23 lipca 1984) Mette Madsen                                   | Venstre                                                  |
| Minister Kultury                     | Mimi Jakobsen (do 12 marca 1986 Hans Peter Clausen                                       | Centrum-Demokraterne Konserwatywna Partia Ludowa         |
| Minister Środowiska                  | Christian Christensen                                                                    | Chrześcijańscy Demokraci                                 |
| Minister Rolnictwa                   | Niels Anker Kofoed (do 12 marca 1986) Britta Schall Holberg                              | Venstre                                                  |
| Minister Rybołówstwa                 | Henning Grove (do 12 marca 1986 Lars P. Gammelgaard                                      | Konserwatywna Partia Ludowa                              |
| Minister ds. Podatków                | Isi Foighel                                                                              | Konserwatywna Partia Ludowa                              |
| Minister Edukacji                    | Bertel Haarder                                                                           | Venstre                                                  |
| Minister Gospodarki i Skarbu Państwa | Anders Andersen                                                                          | Venstre                                                  |
| Minister ds. Socjalnych              | Palle Simonsen (do 23 lipca 1984 Elsebeth Kock-Petersen (do 12 marca 1986) Mimi Jakobsen | Konserwatywna Partia Ludowa Venstre Centrum-Demokraterne |
| Minister współpracy nordyckiej       | Christian Christensen                                                                    | Chrześcijańscy Demokraci                                 |
| Minister przemysłu                   | Ib Stetter (do 12 marca 1986) Nils Wilhjelm                                              | Konserwatywna Partia Ludowa                              |
| Minister energii                     | Knud Enggaard (do 12 marca 1986) Svend Erik Hovmand                                      | Venstre                                                  |
| Minister Budownictwa                 | Niels Bollmann (do 12 marca 1986) Thor Pedersen                                          | Centrum-Demokraterne Venstre                             |
| Minister transportu                  | Arne Melchior (do 14 sierpnia 1986) Frode Nør Christensen                                | Centrum-Demokraterne                                     |
| Minister ds. Grenlandii              | Tom Høyem (do 1 września 1987 Mimi Jakobsen                                              | Centrum-Demokraterne                                     |
| Minister spraw wewnętrznych          | Britta Schall Holberg (do 12 marca 1986) Knud Enggaard                                   | Venstre                                                  |